# حاجيلة
حاجيلة (بالإنجليزية: Hajjileh)‏ هي قرية تقع في قسم كناررودخانه الريفي في إيران. يقدر عدد سكانها بـ 28 نسمة بحسب إحصاء 2016.